# Протько, Николай Афанасьевич
Николай Афанасьевич Протько (10 ноября 1927 года, д. Драчково, ныне Смолевичский район, Минская область — 29 ноября 2000 года, Минск) — машинист турбины Минской ТЭЦ № 3 Министерства энергетики и электрификации СССР. Герой Социалистического Труда (1971).

## Биография
Родился в 1927 году в деревне Драчково. После срочной службы в Советской Армии окончил электромеханический техникум. С 1951 года трудился на Минской ТЭЦ № 3. Работал на этом предприятии дежурным по испарительным установкам. Участвовал в монтаже и пуске первой турбины станции. Позднее работал машинистом турбины. В 1956 году окончил вечернюю семилетнюю школу.
Был инициатором введения автоматики на электростанции, что привело к объединению турбинного и котельного цехов в единый котлотурбинный цех и к значительному экономическому результату. Указом Президиума Верховного Совета СССР от 20 апреля 1971 года удостоен звания Героя Социалистического Труда с вручением ордена Ленина и золотой медали «Серп и Молот».